# Здоровый нарциссизм
Здоровый нарциссизм — позитивное самоощущение, которое соответствует общему благу личности. Отличается от грандиозного нарциссизма меньшей выраженностью собственно грандиозности, отсутствием тщеславия и иных качеств, мешающих взаимодействию с людьми (в числе которых манипулятивность).
Концепция здорового нарциссизма была впервые предложена австро-американским психологом Полом Федерном и приобрела известность в 1970-х годах благодаря исследованиям Хайнца Кохута и Отто Кернберга. Она постепенно развивалась в рамках психоанализа и стала популярной в конце XX века.

## Исследования

### Концепция нарциссического восхищения и соперничества
Концепция нарциссического восхищения и соперничества (англ. Narcissistic Admiration and Rivalry Concept; NARC) была разработана психологом Митю Д. Бэком на основе теории «палки о двух концах» — способе описания нарциссизма (если быть точнее, то грандиозного нарциссизма) как набора адаптивных (высокая самооценка, напористость, популярность) и дезадаптивных (насилие, антисоциальное поведение, склонность к риску) коррелятов. Согласно NARC, люди регулируют свою самооценку с помощью двух стратегий: самосовершенствования (продвижения себя или формирования положительного представления о себе) и самозащиты (отражения негативного представления о себе). Бэк и др. считают, что, поскольку нарциссическое представление о себе завышено, то же самое можно сказать и о процессах саморегуляции. NARC предполагает, что грандиозный нарциссизм состоит из двух отдельных аспектов, каждый из которых имеет когнитивный, аффективно-мотивационный и поведенческий аспект:
| Аспект                 | Нарциссическое восхищение (самоутверждение) | Нарциссическое соперничество (самозащита) |
| ---------------------- | ------------------------------------------- | ----------------------------------------- |
| Когнитивный            | Грандиозность                               | Девальвация (обесценивание)               |
| Аффектно-мотивационный | Стремление к уникальности                   | Стремление к превосходству                |
| Поведенческий          | Очаровательное поведение                    | Агрессивность                             |

- Нарциссическое восхищение: преувеличенный стиль самоутверждения, характеризующийся грандиозными мыслями и фантазиями (когнитивными), оптимистичным стремлением к личной уникальности, а также напористым, уверенным в себе и обаятельным стилем межличностного общения (поведенческим), способствующим социальному восхищению и приобретению статуса, особенно престижного/основанного на компетентности. Считается, что ADM представляет собой стратегию саморегуляции, которая функционирует как цикл, поддерживающий грандиозное «я». считается, что грандиозные мысли, связанные с самим собой (например, «я великий», «Я гений»), вызывают сильное чувство уникальности, особенности и превосходства, которые способствуют желанию развивать и демонстрировать предполагаемые грандиозные качества, что, в свою очередь, приводит к их попытке продемонстрировать в харизматичной и уверенной манере, что приводит к похвале и повышению эго, которые повторно запускают грандиозные мысли, и цикл продолжается.

- Нарциссическое соперничество: преувеличенная форма самозащиты, характеризующаяся обесцениванием других (когнитивное), стремлением к относительному превосходству над другими (аффективно-мотивационное) и бесчувственным, враждебным и агрессивным межличностным стилем (поведенческим), способствующим социальному конфликту и потере статуса или его оспариванию, особенно статуса, основанного на доминировании/запугивании. RIV также функционирует циклично: уничижительные мысли (например, «большинство людей — идиоты») приводят к желанию получить относительный статус выше других, «унижая» их (то есть воспринимая и пытаясь показать, что другие хуже или неполноценны). Когда эти усилия терпят неудачу (либо из-за успеха «соперника», либо из-за разоблачения враждебности), за этим следуют враждебность и ярость, которые приводят к агрессивному и унизительному поведению, вызывающему конфликты и остракизм, после чего человек очерняет других, защищая собственное эго, и цикл начинается заново.

В этом смысле можно сказать, что восхищающий нарциссизм — это здоровый нарциссизм, в то время как сопернический нарциссизм связан с более деструктивными чертами. Чтобы проверить свои гипотезы, они разработали опросник «Нарциссическое восхищение и соперничество» (NARQ) из 18 пунктов и его сокращённую версию из 6 пунктов (NARQ-S), которые оценивают две стороны нарциссизма и их когнитивные, эмоционально-мотивационные и поведенческие аспекты.
Все основные аспекты NARC были эмпирически подтверждены, при этом ADM демонстрирует устойчивую связь с высокой самооценкой, экстраверсией, открытостью к опыту, позитивной эмоциональностью и статусом, в то время как RIV связан с нестабильной самооценкой, уязвимым нарциссизмом, невротизмом, гневом, психопатией и макиавеллизмом. Такая закономерность результатов согласуется с предположением, что ADM, самовозвеличивание и харизма, является здоровой формой нарциссизма.

### Зигмунд Фрейд
Зигмунд Фрейд (являющийся популяризатором современного значения слова «нарциссизм») считал нарциссизм естественной частью человеческого характера, которая, доведённая до крайности, мешает людям заводить значимые отношения.

### Хайнц Кохут
Здоровый нарциссизм был впервые концептуализирован Хайнцом Кохутом, который использовал словосочетание «нормальный нарциссизм» для описания психологического развития детей. Исследование Кохута показало, что если бы ранние нарциссические потребности могли быть адекватно удовлетворены, индивид перешел бы к тому, что он назвал «зрелой формой позитивной самооценки, уверенности в себе» или здоровым нарциссизмом.
Согласно Кохуту, признаками здорового нарциссизма являются:
1. Сильное самоуважение
2. Признание потребностей других и наличие сочувствия
3. Подлинная, соответствующая реальности самооценка
4. Мужество терпеть критику со стороны
5. Уверенность в себе и возможность ставить и достигать цели
6. Стабильность эмоционального фона
7. Здоровая гордость

Невилл Симингтон высказал сомнения по поводу теории Кохута, утверждая, что «мы не получаем позитивного нарциссизма без ненависти к себе или негативного нарциссизма». Симингтон считал, что «бессмысленно говорить о здоровом эгоцентризме, который является ядром нарциссизма».